# Windows 1.0
 (février 2016).
Si vous disposez d'ouvrages ou d'articles de référence ou si vous connaissez des sites web de qualité traitant du thème abordé ici, merci de compléter l'article en donnant les références utiles à sa vérifiabilité et en les liant à la section « Notes et références ».
Windows 1.0 était la première version de surcouche graphique de Microsoft destinées aux compatibles PC. Basée sur MS-DOS, elle fournissait une interface graphique à des applications qui se développaient de plus en plus : traitement d'images, calculs, graphic gestion de la documentation, etc. Première version de la famille de logiciels Microsoft Windows, elle fut à l'origine des premiers usages de la souris et du multitâche. 

## Description
Cette première version de Windows fut un des plus grands échecs de Microsoft.
Développant un format d'exécutables propres, il s'illustrait avant tout par le principe des drivers (pilotes), qui permettaient à un programme d'utiliser un périphérique, indépendamment de la machine concernée.
La version 1.0 fut annoncée par Microsoft en novembre 1983, ce qui semblait, deux ans avant la sortie du logiciel, développer une controverse selon laquelle Windows serait abandonné. En 1985, le logiciel est enfin officiellement distribué, mais son succès faible se limite aux seuls États-Unis ; et il fallut attendre la version 1.02 (en 1986) pour voir les premières versions internationales.
Une des autres raisons qui aurait mené Windows à l'échec était sa gestion médiocre des fenêtres : elles n'avaient pas de bouton de fermeture, il fallait donc passer par un menu déroulant.

## Histoire
La première version fut la version 1.0, qui fut cependant retirée à cause d'une erreur. C'est donc la version 1.0 Premiere Edition que l'on peut considérer comme première version,. La date officielle de la naissance de Windows est le 20 novembre 1985. Son coût était de 99 dollars. Précédemment, des versions expérimentales étaient sorties (par ex. la 1.0 bêta).
La version 1.02 est sortie en mai 1986 afin d'en faire une « version internationale ».
La version 1.03 est sortie en août 1986, uniquement aux États-Unis et incluant les configurations de claviers européens, écrans supplémentaires et imprimantes.
La version 1.04 est sortie en avril 1987, ajoutant officiellement le support des ordinateurs IBM PS/2. Toutefois, le standard vidéo VGA et les ports PS/2 n'étaient pas pris en charge par cette version de Windows (gérés à partir de Windows 2.0) et modification du logo Microsoft au démarrage.
Windows 1.0x a été remplacé en novembre 1987 par Windows 2.0.

## Détails
La configuration minimale pour exécuter Windows 1 est MS-DOS 2.0, une carte graphique CGA/HGC/EGA, 256 Ko de mémoire vive (RAM) minimum, et deux lecteurs de disquette ou un disque dur. À partir de la version 1.03 le support pour les cartes graphiques TGA a été rajouté.
Windows 1.0 contenait Calculatrice, Calendrier, Cardfile, Presse-papiers, Horloge, Panneau de configuration, Bloc-notes, Paint, Reversi, Terminal, Write, et l'interpréteur de commandes.

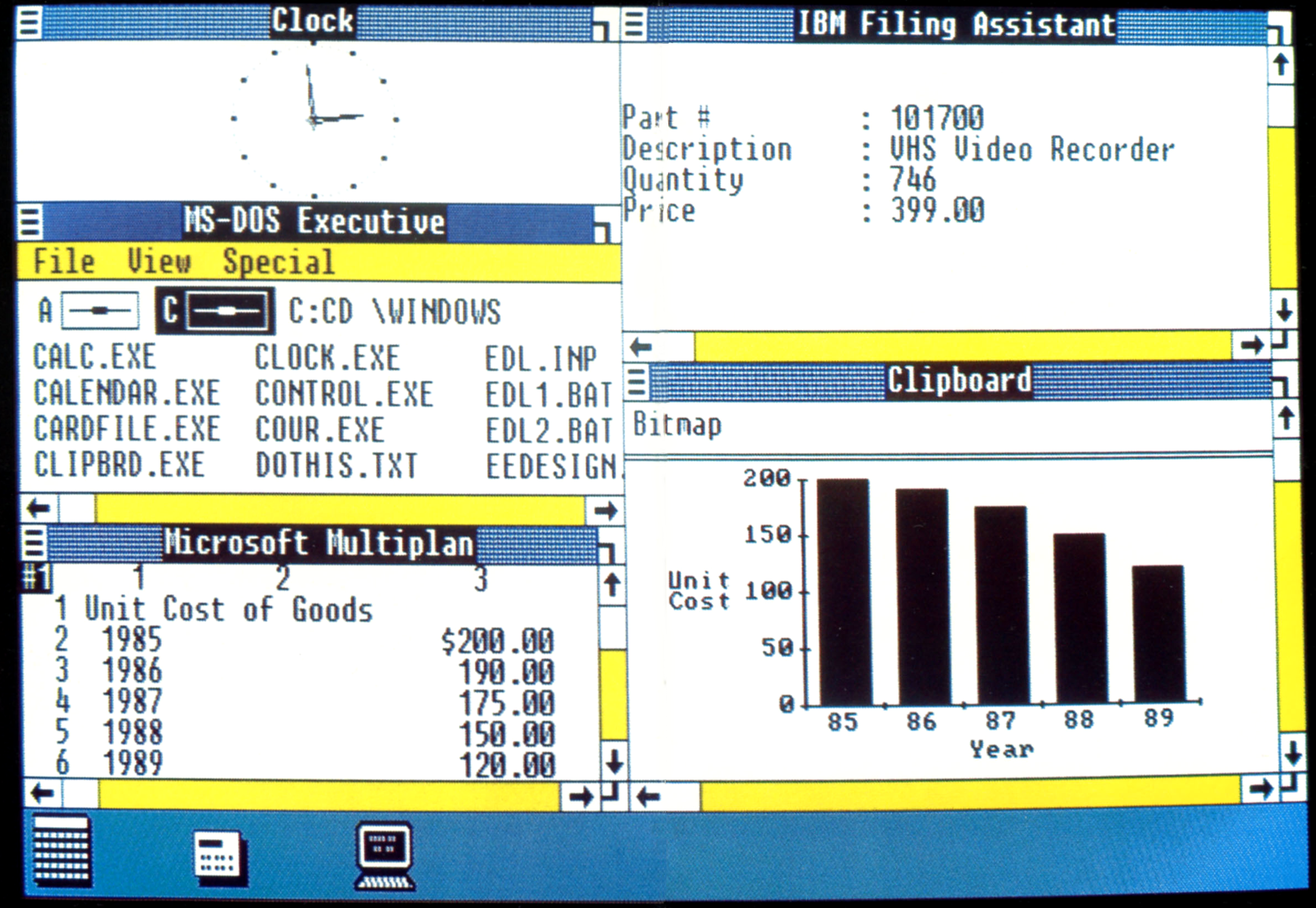
Capture d'écran
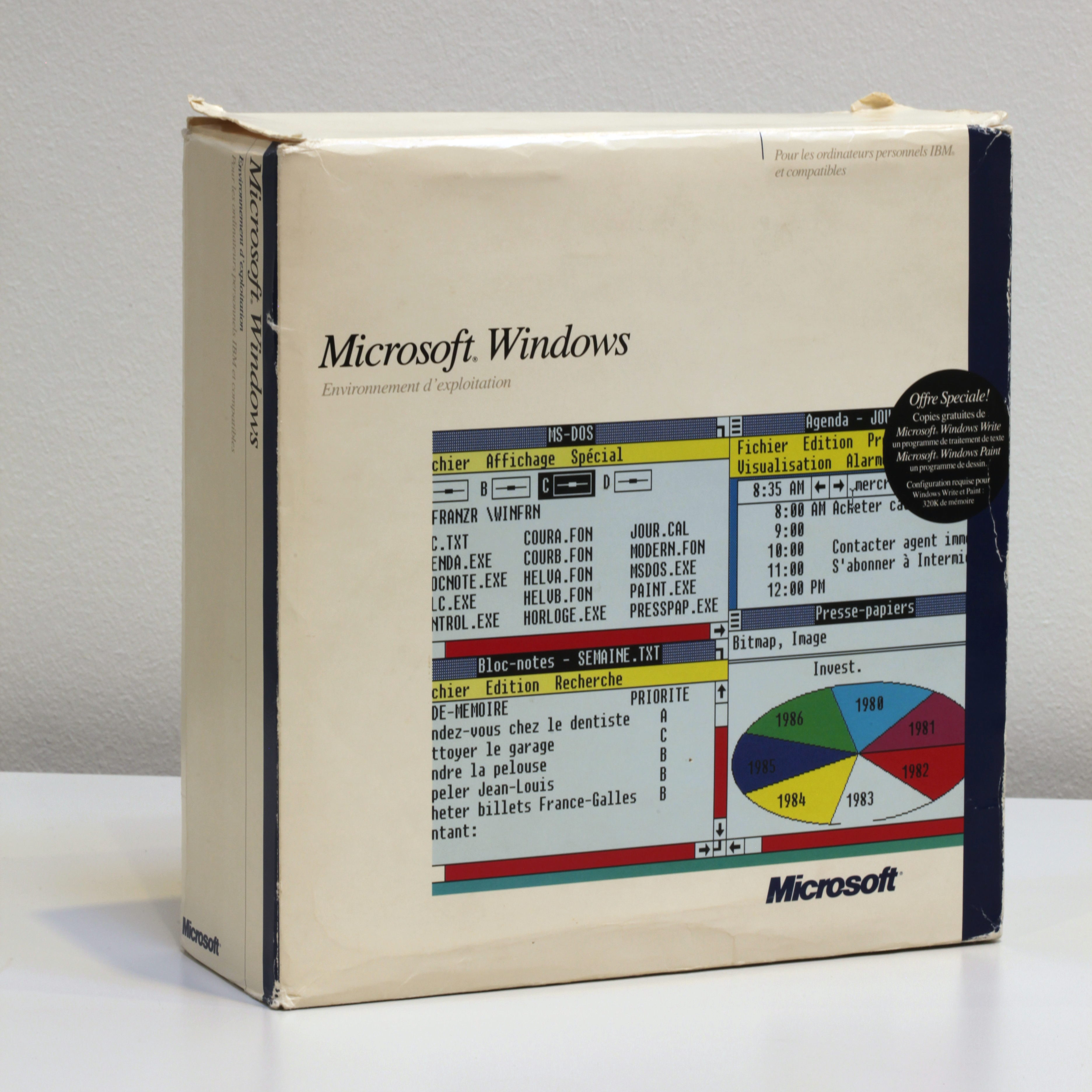
Boîte du logiciel
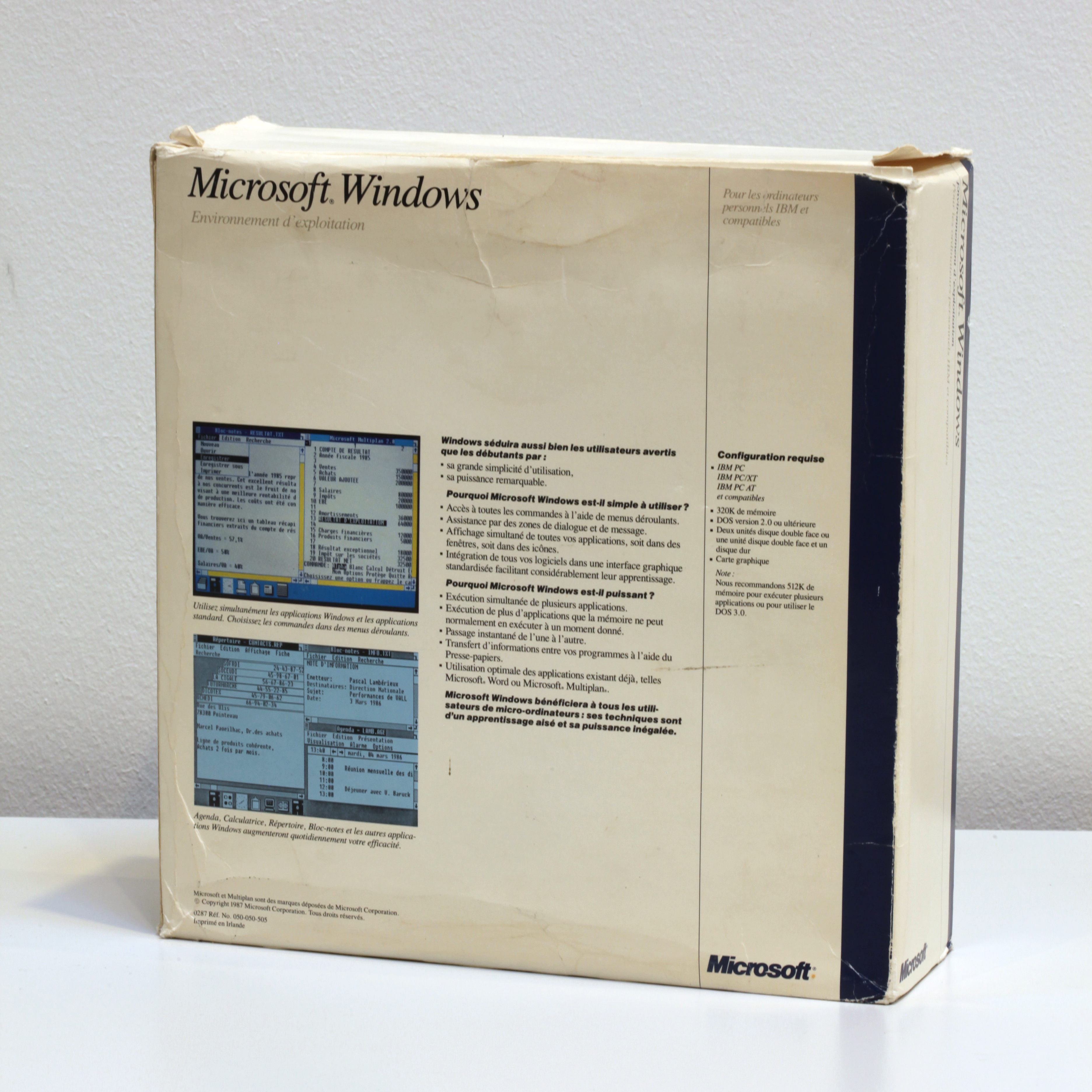
Boîte du logiciel
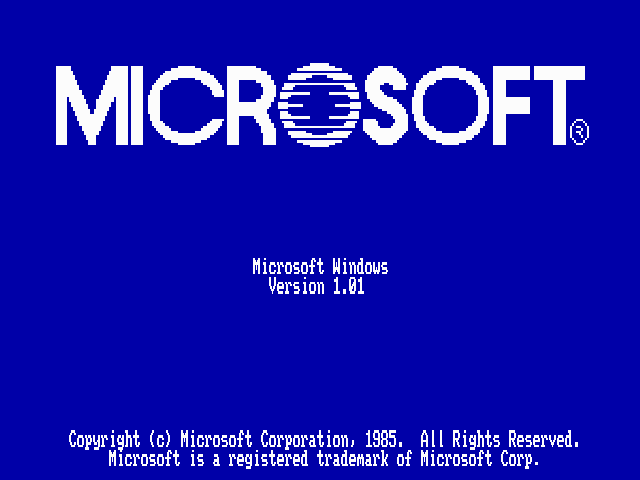
Image de démarrage